# Miroslav Polak
Miroslav Polak est un ancien sauteur à ski tchèque.

## Palmarès

### Championnats du monde
| Épreuve / Édition | Seefeld 1985 |
| Petit Tremplin    | 17e          |
| Grand Tremplin    | 16e          |
| Par Equipes       | 4e           |

### Championnats du monde junior
| Épreuve / Édition | Trondheim 1984 |
| Individuel        | Bronze         |

### Coupe du monde
- Meilleur classement final: 26e en 1985.
- Meilleur résultat: 7e.